# Volta a Catalunya (motociclisme)
|  | Per a altres significats, vegeu «Volta a Catalunya (desambiguació)». |

La Volta a Catalunya en motocicleta, coneguda també com a Volta Motociclista a Catalunya, fou un ral·li motociclista que es disputà a Catalunya des del 1916 fins a finals del segle xx. Organitzada tradicionalment durant un cap de setmana de novembre pel Reial Moto Club de Catalunya (RMCC), la prova esdevingué un clàssic del calendari català i fou el primer ral·li motociclista mai disputat al país.
Pocs mesos després de la seva primera edició, el RACC creà la seva pròpia Volta a Catalunya per a automòbils, la qual es disputà per primer cop del 23 al 25 de juliol de 1916. Aquesta segona competició fou el precedent directe del Ral·li de Catalunya que encara es disputa actualment.

## Història

### La primera edició (1916)
Estrenada durant la Primera Guerra Mundial, quan feia 13 anys que s'havia celebrat el primer Tour de França i 5 que el Club Deportivo (antecedent directe del RMCC) havia organitzat la I Volta Ciclista a Catalunya, la primera edició de la Volta a Catalunya del RMCC -anomenat en aquella època Moto Club Deportivo Barcelona- es disputà el cap de setmana de l'1 al 2 de gener de 1916 amb l'assistència de 30 participants, 11 d'ells amb autocicle, 13 amb motocicleta i 6 amb sidecar. El seu itinerari passava per les capitals de les quatre províncies de Catalunya, amb sortida i arribada a Barcelona, i constava de dues etapes de 329 i 250 km respectivament. La Volta, disputada en dies curts i freds, fou guanyada per Pere Estadella amb una Indian en l'apartat de motocicletes i per Rafael Clarasó amb un DyG en el d'autocicles. Els guanyadors obtingueren una copa i una medalla d'or (medalla que també obtingueren en l'apartat d'autocicles Joaquim Custals amb un Ideal, E. Bernardo amb un Renault i Josep Maria Armangué amb un David).
Ha quedat constància del pas de la I Volta per algunes poblacions: diumenge 2 de gener -segon dia de la prova- entrà a les 9:43 del matí el primer vehicle participant a Viladrau, Osona (poble situat en la ruta de Manresa a Girona). Es tractava del sidecar conduït per Pau Llorens, amb el número 26, un Rover 3½ HP de 500 cc. Per darrere van passar dos més dels sis sidecars que encara quedaven en competició i, tot seguit, les motocicletes i els autocicles.

### Segona edició (1917)
La segona edició de la Volta es disputà el cap de setmana del 6 al 7 de gener de 1917. Se'n conserven nombroses imatges, obra de Josep Maria Co i de Triola, a l'Arxiu Fotogràfic del Centre Excursionista de Catalunya.

### La Volta durant els 80

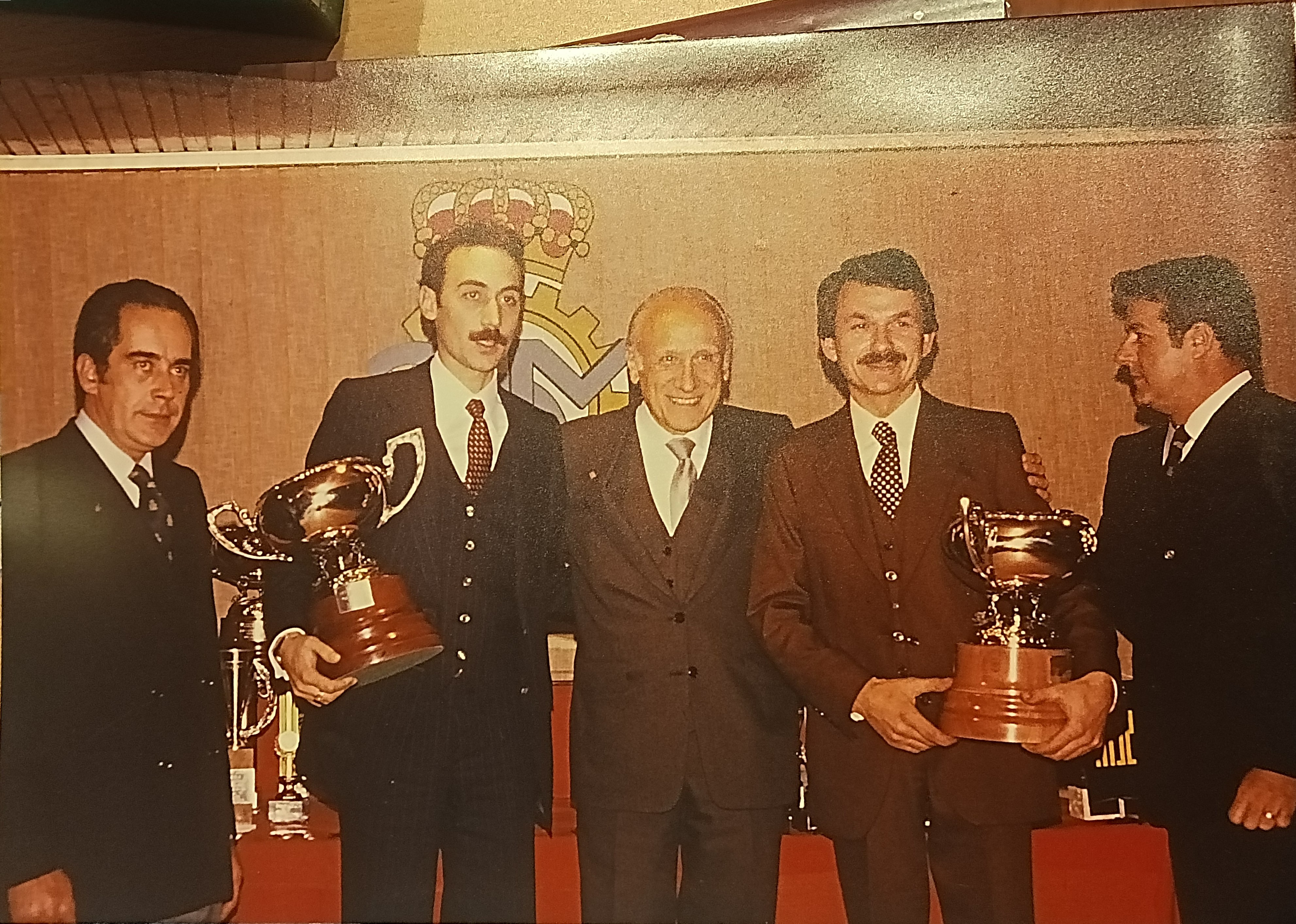
Jordi-Lluís Boquet (segon per l'esquerra) amb Miquel Coll i Alentorn el 1980 durant el lliurament de trofeus de la 50a edició

La Volta a Catalunya del RMCC gaudí de gran seguiment entre les dècades de 1960 i 1980. A tall d'exemple, tot seguit se'n recullen algunes edicions.

#### 51a Volta a Catalunya (1981)
La 51a edició de la Volta, anomenada oficialment "51 Volta Motociclista a Catalunya - Trofeu Generalitat de Catalunya", es disputà el cap de setmana del 31 d'octubre a l'1 de novembre de 1981. Hi participaren 78 equips integrats per dos pilots cadascun (per tant, un total de 156 pilots). Entre els participants, coneguts motociclistes com ara Xavier Sanglas, els germans Pañella, Josep Maria Busquets (participant habitual en aquest ral·li), els germans Boquet de Mataró, els germans Millet, Jacinto Morina, Ignasi Bultó, Alejandro Tejedo i Alfons Duran entre d'altres.
Es tractava d'una prova de tipus ral·li tradicional, amb controls horaris i algun tram de regularitat, en un recorregut total de 800 km. Les verificacions es varen fer a la Rambla de Santa Mònica de Barcelona, davant del Monument a Colom, el divendres 30 d'octubre a 2/4 de vuit del vespre. La sortida es va fer l'endemà dissabte, a 2/4 de 9 del matí, des de Sant Celoni.
El recorregut a completar era el següent:
- Primera jornada, dissabte 31 d'octubre: Sant Celoni - Besalú - La Molina. Pas per Girona estimat a les 15:10. Arribada a La Molina estimada a les 18:04.
- Segona jornada, diumenge 1 de novembre: La Molina - Solsona - Sabadell. Pas per Sant Agustí de Lluçanès estimat a les 15:01. Arribada a Sabadell estimada a les 17:22.

#### 57a Volta a Catalunya (1987)
La 57a edició de la Volta, patrocinada per La Caixa i puntuable per al Campionat estatal de ral·lis motociclistes, es disputà el cap de setmana del 7 al 8 de novembre de 1987 sota unes condicions climatològiques adverses (boira el primer dia i pluja abundant el segon). Els participants havien de completar 8 proves de regularitat, 10 de velocitat i una d'acceleració. L'equip guanyador va ser la parella formada per Jordi Vila i Sebastià Pascual, per davant de les parelles Sastre-Marcet i Vila-Palao.
La meitat dels 90 equips que començaren la prova hagueren d'abandonar per diverses raons, alguns d'ells per culpa de sengles caigudes com fou el cas per exemple de Joan Garriga (qui feia equip amb Jaume Alguersuari), Dani Amatriaín, Xavi Riba i Albert Puig.

#### 59a Volta a Catalunya (1989)
La 59a edició de la Volta, puntuable com de costum per al Campionat estatal de ral·lis motociclistes, es disputà del divendres 3 al diumenge 5 de novembre de 1989. Hi participaren 79 equips (158 pilots), els quals havien de completar un recorregut de 1.000 km dins el qual s'hi intercalaven 11 trams de velocitat, 53 controls horaris i un nombre indeterminat de proves de regularitat.
Entre els participants, els equips formats per Román-Jardí, Mas-Jorba, Pla-Carreño, Sastre-Marcet, els germans Bultó (Álvaro i Ignasi), Jordi Vila i Sebastià Pascual (guanyadors de les dues anteriors edicions), Casas-Cano, Riba-Lizarraga, etc.
El recorregut a completar era el següent:
- Primera jornada, divendres 3 de novembre: Prova nocturna (començava a les 12 de la nit) de 170 km amb dues pujades a Vallvidrera i els trams de Sant Llorenç Savall, Gargallà (Berguedà) i Olius
- Segona jornada, dissabte 4 de novembre: Solsona - La Molina, tram de 400 km amb dues especials (entre elles, l'ascensió al Coll de Jou) i diverses proves de regularitat
- Tercera jornada, diumenge 5 de novembre: La Molina - Vic, tram de 428 km amb dues passades per Santa Maria de Matamala i Sant Pere de Torelló

## Centenari
El gener del 2016, amb motiu del centenari del pas per Viladrau de la I Volta motociclista a Catalunya, la vila osonenca organitzà un seguit d'actes commemoratius de l'esdeveniment i, de passada, de la vinculació històrica de Viladrau amb totes les facetes de l'esport del motor al llarg del segle. Així, el 2 de gener s'hi celebrà el "Dia de l'Aniversari" de la I Volta motociclista a Catalunya, el 16, el "Dia del Record" (amb la celebració del XIV Ral·li d'Hivern-Critèrium Viladrau) i el 29, el "Dia del Ral·li", amb l'acollida del XIX Ral·li de Monte-Carlo Històric (la plaça major de la vila fou el punt de control de pas dels participants que sortien de Barcelona).
Al mateix temps, el 31 de gener s'inaugurà a l'Espai Montseny de la localitat l'exposició monogràfica permanent "Viladrau, 100 anys de motor", on s'hi exhibeixen fotografies, vehicles i altres objectes relacionats amb l'activitat motoritzada al municipi. La mostra, una iniciativa de l'Ajuntament de Viladrau que es podrà visitar durant tot el 2016, es divideix en cinc grans àrees:
- "100 anys del pas de curses de carretera per Viladrau": Repàs del pas pel municipi de proves com ara la I Volta a Catalunya, la 4 Capitals, el Ral·li de Tardor i moltes altres.
- "Moto Club Viladrau".
- "Critèrium Montseny-Guilleries": Recull de les 14 edicions d'aquest ral·li automobilístic.
- "El Trial i el Tot Terreny a Viladrau"
- "Antonio Zanini, el pilot de Viladrau": A banda de Zanini, l'espai recorda altres personalitats relacionades amb el municipi, com ara Aman Barfull, Miquel Arnau de Gelcen, els germans Jordi i Enric Sirera i la família Permanyer, creadora de Montesa.